# Ocozocoautla de Espinosa
La città di Ocozocoautla de Espinosa è a capo dell'omonimo comune, nello stato del Chiapas, Messico. Conta 33 781 abitanti secondo le stime del censimento del 2005 e le sue coordinate sono 16°45'N 93°22'W.

Dal 1983, in seguito alla divisione del Sistema de Planeación, è ubicata nella regione economica I: CENTRO.

## Toponimia
Ocozocoautla è di origine nahoa; viene dal vocabolo okoshotl, ocozote (una certa pianta tessile) e kuautla, bosco; È come dire "bosco degli ocozote". Espinosa invece è stato aggiunto successivamente in onore del rivoluzionario Luis Espinosa.